# رونالد بوكوسكي
رونالد م. بوكوسكي (بالإنجليزية: Ronald M. Bukowski)‏ هو طبيب أورام المسالك البولية، أمريكي الجنسية، لديه أكثر من 1000 من مراجعات الأقران.

## السيرة الذاتية
حصل بوكوسكي على درجة الماجستير من جامعة الشمال الغربي مدرسة فينبرغ للطب. شغل بوكوسكس منصب رئيس مجلس الإدارة من عام 2001 إلى 2008 في مركز توسيغ للسرطان قبل ان يقرر التقاعد. كان بوكوسكي في الماضي زميلًا لكلية الأطباء الأمريكية وعضوًا في مثل هذه المجتمعات المعروفة كالجمعية الأمريكية لعلم الأورام الطبية والجمعية الأمريكية لأمراض الدم ومركز أورام الجنوب الغربي.
اشتهر بوكولسكي بأبحاثه المتعددة المتعلقة بسرطان الخلية الكلوية وسرطان العمود الفقري.
نشرت مقالات بوكوسكي في مجلات عدة مثل المجلة الدولية للسرطان ونيو إنغلاند جورنال أوف ميديسين وغيرها من المجلات العمية الموثوفة. عمل بوكوسكي من عام 2004 إلى 2008 في اللجنة الاستشارية للأورام، كما عمل كأستاذ فخري في كلية كليفلاند كلينيك ليرنر للطب بمدرسة الطب بجامعة كيس وسترن ريسرف.
توفي بوكوسكي في 22 يونيو عام 2017.